# NGC 3241
NGC 3241 ist eine Balken-Spiralgalaxie mit ausgedehnten Sternentstehungsgebieten vom Hubble-Typ SBab im Sternbild Antlia am Südsternhimmel. Sie ist schätzungsweise 125 Millionen Lichtjahre von der Milchstraße entfernt und hat einen Durchmesser von etwa 95.000 Lj.

Im selben Himmelsareal befinden sich u. a. die Galaxien IC 2575 und IC 2576.
Die Supernova SN 2008ef wurde hier beobachtet.
Das Objekt wurde am 16. Februar 1836 von John Herschel entdeckt.